# باطنایا
باطنایا (به عربی: باطنایا) یک منطقهٔ مسکونی در عراق است که در شهرستان تلکیف واقع شده‌است. باطنایا ۰ نفر جمعیت دارد.